# Idioma efik
El efik propiamente dicho, es, a veces,  erróneamente llamado ibibio rivereño, Es la lengua étnica de los efik de Nigeria, donde es una de las 500 lenguas nacionales. El efik es la lengua oficial del estado de Cross River en el extremo suroriental del Nigeria.
El idioma efik es mutuamente inteligible con el ibibio hablado por la gente del estado de Akwa Ibom (un estado vecino del estado de Cross River) y frecuentemente considerado como el mismo idioma por personas que no conocen ninguna de las dos lenguas.